# Барисан
Барисан или Буки́т-Барисан (на индонезийски: Bukit Barisan), е дълга около 770 km и широка до 100 km планинска верига в южните части на остров Суматра в Индонезия, простираща се покрай югозападното крайбрежие на острова. С най-голяма надморска височина е действащият вулкан Керинчи – 3800 m. Планината е изградена предимно от палеозойски кристалинни шисти, кварцити, варовици, гранити, а също и вулканични скали. По най-високите ѝ части са разположени множество действащи и угаснали вулкани – Керинчи, Масурай (2933 m), Таланг, Каба (1937 m), Демпо (3189 m), Песаги (2232 m) и др. Склоновете ѝ са стръмни и силно разчленени от речни долини. Климатът е екваториален, влажен, а склоновете ѝ – покрити с гъсти вечнозелени гори. На изток текат най-големите реки на остров Суматра – Хари с притоците си Тебо и Тембеси; Муси с притоците си Равас, Лематанг, Камеринг; Тулангбаванг; Сепутих, а на югозапад – къси и бурни реки, вливащи се в Индийския океан. В южната ѝ част е разположено голямото кратерно езеро Ранау.